# Green Wing (Fernsehserie)
Green Wing ist der Titel einer britischen Comedyserie, die von 2004 bis 2006 in Großbritannien für Channel 4 produziert wurde. In Deutschland lief die Serie von 16. Januar 2007 bis 1. Mai 2007 auf Comedy Central. Sie wurde einige Folgen nach Beginn der zweiten und letzten Staffel aus dem Programm genommen. Green Wing spielt in einem städtischen Krankenhaus (East Hampton Hospital Trust) und zeichnet sich durch skurrile Charaktere und Ideen von den Machern von Smack the Pony aus.
Dr. Caroline Todd fängt im East Hampton Krankenhaus zu arbeiten an und wird sofort in den täglichen Wahnsinn dort hineingezogen. Angefangen von der überdrehten Personalchefin Joanna Clore, die mit dem Radiologen Dr. Alan Statham ein, wie beide meinen, heimliches Verhältnis pflegt, über die beiden flotten Jungärzte Dr. Macartney, den netten Arzt, der nie um einen Spruch verlegen ist, bis hin zu Dr. Guy Secretan, der das Gegenteil von Mac ist. Außerdem wird die abgedrehte Welt noch von Sue White bevölkert, einer Art Ansprechpartnerin für die Mitarbeiter, die sich u. a. ihre Kleider aus der Kleiderkiste der Toten des Krankenhauses organisiert, unglücklich in Mac verliebt ist und deshalb auch furchtbar eifersüchtig auf Caroline Todd. Dann gibt es noch Dr. Martin Dear, den Ungeschickten, der zu einem der Hauptcharaktere ein verwandtschaftliches Verhältnis hat, Boyce, der Dr. Statham in den Wahnsinn treibt, und Dr. Angela Hunter, die perfekte Kinderärztin. Charakteristisch sind die zahlreichen Zeitraffer und Zeitlupenaufnahmen. In Großbritannien sind mittlerweile beide Staffeln der Serie sowie ein 90-Minuten-Special auf DVD erhältlich.